# Анна Штайнер-Кніттель
Штайнер-Кніттель Анна (нім. Anna Stainer-Knittel; 28 липня 1841, Ельбігенальп, Ройтте (округ), Тіроль, Австрія  — 28 лютого 1915, Ваттенс, Інсбрук, Тіроль, Австрія) — австрійська художниця, спеціалізувалася на написанні портретів і квітів.

## Біографія
Штайнер-Кніттель Анна народилася в 28 липня 1841 року в комуні Ельбігенальп, Ройтте (округ), Тіроль, в родині зброяра Йозефа Антона Кніттеля. Була в родині другою дитиною з чотирьох дітей. Її дядько Йозеф Алоїз Кніттель був скульптором, а двоюрідний дід Йозеф Антон Кох — художником. Анна розпочала навчання в 1859 році в Академії мистецтв у Мюнхені.Через проблеми з навчанням жінок у вищій школі їй довелося повернутися в 1860 році додому. Вона написала численні портрети членів своєї сім'ї і пейзажів. Потім Анна переїхала в Інсбрук і змогла заробляти собі на життя як художниця-портретистка. У 1867 році всупереч бажанню батьків вона вийшла заміж за кераміста Енгельберта Штайнера, який жив і працював в Інсбруку. У 1868 році у них народився перший син Карл, в 1870 році — другий син Лео, а в 1871 році — дочка Роза.
Померла 28 лютого 1915 року в комуні Ваттенс. Була похована на Вільтенському кладовищі в Інсбруку.

## Творчість

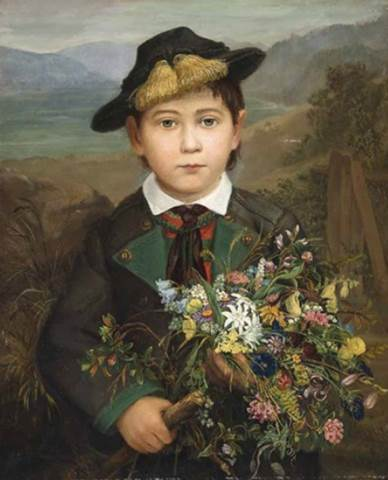
Хлопчик з букетом літніх квітів

Анна створила багато портретів своїх дітей. За час спільної роботи з чоловіком вона створила безліч квіткових візерунків для його чашок, блюдець і тарілок. У 1891 році в тірольському музеї пройшла її перша персональна виставка.
У 1873 році Штайнер-Кніттель Анна відкрила школу живопису для жінок, якою керувала майже до самої смерті. Серед її учнів були Марія Тіліпаул-Кистлер (1884—1963), Вільгельміна Редліх (1869—1954) і Адельхайд Паукерт-Хохенауер (1898—1943).

## Анна- прототип героїні

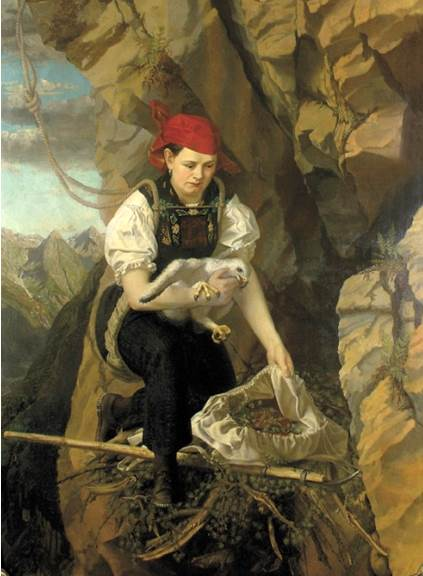
Автопортрет по роману Вільгельміни фон Хіллерн «Валлі-коршун»

У сімнадцять років Анна зголосилася спуститися по мотузці до орлиного гнізда, що знаходиться на прямовисній скелі недалеко від села Мадай в окрузі Цамс, щоб забрати з гнізда пташеня. Така практика була поширена на той час в Австрії, з метою запобігання нападів орлів на отари овець. Анна досягла гнізда, засунула орла в мішок і піднялася назад на вершину скелі. Цей епізод з життя художниці був описаний у низці творів. У 1863 році Людвіг Штойбе першим задумав написати про цю історію, і через короткий час з'явилося його оповідання. Набагато відомішим став написаний в 1873 році Вільгельміною фон Гіллерн роман Вільгельміна фон Хіллерн «Валлі-коршун. Історія, яка трапилася в Тірольських Альпах».
У 1892 році за романом була створена опера «Валлі» Альфредо Каталані. Роман був тричі екранізований, всі фільми мали одну назву «Валлі-коршун»: в 1921 році — режисер Евальд Дюпон, в головній ролі Хенні Порті; в 1940 році — режисер Ганс, Штайнхофф, у головній ролі Хатайер; в 1956 році — режисер Франтішек ПАП, у головній ролі Барбара Рюттін